# Oponice
Oponice é um município da Eslováquia, situado no distrito de Topoľčany, na região de Nitra. Tem 12,3 km² de área e sua população em 2018 foi estimada em 811 habitantes.

## Demografia
| Ano:        | 1994 | 2004    | 2014   | 2024   |
| ----------- | ---- | ------- | ------ | ------ |
| Broj ljudi: | 832  | 917     | 830    | 834    |
| Razlika:    |      | +10,21% | -9,48% | +0,48% |

| Ano:               | 2023 | 2024   |
| ------------------ | ---- | ------ |
| Número de pessoas: | 832  | 834    |
| Diferença:         |      | +0,24% |